# Мигалатюк, Игорь Владимирович
Игорь Владимирович Мигалатюк (укр. Ігор Володимирович Мігалатюк; 27 июня 1976, Черновцы, Украинская ССР, СССР) — украинский футболист, полузащитник. Известный по выступлениям за черновицкую «Буковину» и одесский «Черноморец». Также большую часть карьеры провел в «Спартаке» (Ивано-Франковск) и «Энергетике» (Бурштын). Провёл более 400 официальных матчей в составе украинских команд за годы независимости.

## Биография
Игорь Мигалатюк — воспитанник черновицкой ДЮСШ «Буковина», профессиональную карьеру начал в 1994 году именно в родной «Буковине». Дебютировал в высшей лиге Украины 19 июня того же года в матче против тернопольской «Нивы». В 1996 году перешёл в состав молдавской «Олимпии». По завершении сезона Игорь вернулся в «Буковину, где проиграл до лета 2001 года.
В связи с неудачным сезоном 2000/01, в котором «Буковина» заняла последнее место в первой лиге, Мигалатюк, как и ряд других игроков, покинул родной клуб и получил сразу же приглашение в Одессу в ФК «Черноморец», с которым он выиграл серебряные награды первой лиги и прописку на следующий сезон в высшей лиге Украины.
Также выступал в клубах: «Нива» (Винница) «Спартак» (Ивано-Франковск), «Десна» (Чернигов), «Энергетик» (Бурштын), где провёл более 150 матчей в первой лиге Украины. Летом 2009 года вновь вернулся в родную команду, где отыграл один сезон и завершил карьеру игрока. Всего за «Буковину» провёл более 200 матчей (189 — чемпионат, 13 — Кубок).
С 2015 работает на телеканале «Черновцы» комментатором домашних матчей «Буковины».

### Личная жизнь
Женат, воспитывает двоих дочерей.

## Достижения
- Серебряный призёр Первой лиги Украины (1): 2001/02
- Победитель Второй лиги Украины (2): 1999/00, 2009/10